# Provincia de Koshi (Nepal)
Koshi es una de las siete provincias establecidas por la nueva constitución de Nepal, que fue adoptada el 20 de septiembre de 2015. Limita al norte con la región autónoma del Tíbet de China, los estados indios de Sikkim y Bengala Occidental al este, la provincia de Bagmati y la provincia de Madhesh al oeste y Bihar de la India al sur. La ciudad de Biratnagar fue declarada capital interina el 17 de enero de 2018 y reafirmada como capital permanente el 6 de mayo de 2019.
Según el censo de 2011, había alrededor de 4,5 millones de personas en la provincia, con una densidad de población de 175,6 habitantes por kilómetro cuadrado.
La provincia se llama Koshi por el río Kosi, que es el más grande del país. El 1 de marzo de 2023, el antiguo nombre temporal de provincia N.º 1, se cambió a provincia de Koshi. El Kosi es significativa y culturalmente un río importante de Nepal. El río Kosi se llama Kausika en el Rigveda y Kausiki en el Mahabharata. El Kosi está asociado con muchas historias espirituales antiguas. Se menciona en la sección de Bal Kand del Ramayana de Valmiki como el Kausiki que es la forma asumida por Satyavati después de su muerte. En el Ramayana, se menciona a Kausiki como la hermana menor de Ganga.

## Subdivisiones administrativas
La provincia se divide en los siguientes distritos:
- Distrito de Bhojpur
- Distrito de Dhankuta
- Distrito de Ilam
- Distrito de Jhapa
- Distrito de Khotang
- Distrito de Morang
- Distrito de Okhaldhunga
- Distrito de Panchthar
- Distrito de Sankhuwasabha
- Distrito de Solukhumbu
- Distrito de Sunsari
- Distrito de Taplejung
- Distrito de Terhathum
- Distrito de Udayapur

Los distritos son administrados por un comité de coordinación de distrito y un oficial de administración. Los distritos se subdividen en municipios y comunidades rurales (gaunpalikas). La provincia N.º 1 tiene una ciudad metropolitana, 2 ciudades sub metropolitanas, 46 municipios y 88 comunidades rurales.